# Глова Степан Іванович
Степа́н Іва́нович Гло́ва (* 1 січня 1959) — лауреат премії ім. Б. Романицького 2005 року, народний артист України  (2007).

## Життєпис
У 1976—1978 роках навчався в навчально-театральній студії підготовки акторських кадрів при театрі ім. М. Заньковецької; закінчив Львівський національний університет імені Івана Франка.
2010 роком в Луцьку був серед презентантів акції «Родина Певних. Повернення з небуття.» про зумисне «забуту» за радянських часів акторку Антоніну Певну.
У вересні 2013 року разом з заньківчанами, зокрема, Юрій Хвостенко в ролі козака Василя, презентували сценічне прочитання повісті Миколи Гоголя «Пропала грамота» за сценарієм Івана Драча.
Груднем 2013 року до 200-річчя з дня народження Т. Г. Шевченка у львівському Національному академічному драматичному театрі ім. Марії Заньковецької відбулася прем'єра драми «Назар Стодоля», режисер-постановник — Федір Стригун, Степан Глова зіграв сотника Хому Кичатого, Ключницю Стеху — Альбіна Сотникова, Мотовилиху — Таїсія Литвиненко.
В фільмі «Доторкнись і побач» зіграв роль сусіда Анатолія.

## Виконав такі ролі
- Тезей — «Федра», Ж. Ануй,
- Тіті — «Комедіанти» А.Баранга,
- Семен — «Гуцулка Ксеня», музика і лібрето Я.Барнича,
- Степан, Тарас — «Шаріка» Я.Барнича,
- Андрій — «Данило Галицький» В. Босовича,
- Апостол Петро — «Ісус, син Бога живого» В. Босовича,
- Браун — «Тригрошова опера» Б. Брехта,
- Полуботок, Чечель, Іван Ніс — «Павло Полуботок» Костя Буревія,
- Корній — Чорна Пантера і Білий Медвідь"Чорна пантера, білий ведмідь" В. Винниченка,
- Василь — «Василь Свистун» В. Герасимчука,
- Атанасій — «Андрей» В. Герасимчука,
- Жермон Дюваль — «Дама з камеліями» А.Дюми-сина,
- Іль — «Візит літньої пані» Ф.Дюрренматта,
- Гнат — «Безталанна» І. Карпенка-Карого,
- Гнат Голий — «Сава Чалий» Карпенка-Карого,
- Ліхтаренко — «Хазяїн» І. Карпенка-Карого,
- Прокіп Шкурат — «Сватання на Гончарівці» Г. Квітки-Основ'яненка,
- Раду — «У неділю рано зілля копала…» О.Кобилянської,
- Ніколо — «Неаполь» Н. Ковалик,
- Богдан Оленюк — «СеЛяВі» Н. Ковалик,
- Іван Мотринюк — «Тріумфальна жінка» Н.Ковалик,
- Шевченко, Гонта — «Державна зрада» — Рей Лапіка,
- художнє читання — «Неповторність» Л. Костенко,
- художнє читання — «Погляд вічності» Л. Костенко,
- Чорнов — «Доки сонце зійде, роса очі виїсть» М. Кропивницького,
- Перехожий — «Маклена Граса» М. Куліша,
- Тарас — «Мина Мазайло» М. Куліша,
- Куліш — «Народний Малахій» М. Куліша,
- Альберто — «Рисове зерно» Альдо Ніколаї,
- Фроггі — «Гамлет у гострому соусі» А. Ніколаї,
- Пилип Орлик, Чечель — «Батурин» Б. Лепкого,
- Пилип Орлик — «Мотря» Б. Лепкого,
- Пилип Орлик — «Не вбивай» Б. Лепкого,
- Ведмідь — «Пан Коцький» М. Лисенка,
- Хозе — «Кармен» П. Меріме,
- Професор — «Акорди» Г. Меріяма,
- Другий філозоп — «Небилиці про Івана…» Івана Миколайчука,
- Роман — «Криза» О. Огородника,
- Лісний Чугайстер — «Ніч на полонині» О. Олеся,
- художнє читання — «Я — камінь з Божої праці» О. Ольжича,
- художнє читання — «Два кольори» Д. Павличка,
- Артур Берлінг — «Він прийшов» Д. Б. Прістлі,
- Фердинанд Грау — «Троє товаришів» Е.-М. Ремарка,
- Вадим, Максим — «Діти Арбату» А. Рибаков,
- Володя — «Валентин і Валентина» М.Рощина,
- Саксаганський — «Марія Заньковецька» І. Рябокляча,
- художнє читання — «Світла моя муко» В. Симоненка,
- Антоніо — «Моя професія — сеньйор із вищого світу» Д. Скарніччі, Р. Тарабузі,
- Рафаелле — «Дім божевільних» Е. Скарпетти,
- Грицько — «Ой не ходи, Грицю» М. Старицького,
- Санітар, психіатр — «У. Б. Н.» — сестри Тельнюк,
- Генерал — «Історія коня» Л.Толстого,
- Лікар — «Замшевий піджак» С.Стратієва,
- Шарль — «Вісім люблячих жінок» Р. Тома,
- художнє читання — «Мріє, не зрадь» Лесі Українки,
- Адвокат Мартіан — «На межі» Лесі Українки,
- Антей — «Оргія» Лесі Українки,
- Третій раб — «Орфеєве чудо» Лесі Українки,
- Антон Ангарович — «Для домашнього вогнища» І. Франка,
- Гонта, Старшина — «Гайдамаки» Т. Шевченка,
- Шевченко, Степан, читець — «Згадайте, братія моя» Т. Шевченка,
- Неплюй, запорожець — «Невольник» Т. Г. Шевченка,
- Олізар — «Вічний раб» В. Шевчука,
- Клавдій — «Гамлет» Шекспіра,
- Дункан — «Макбет» В. Шекспіра,
- Лоренцо — «Ромео та Джульєтта» Шекспіра,
- Док — «Два дні… Дві ночі…» Богдана Ревкевича за «Ромео і Джульєтта» В.Шекспіра,
- Барон Готфрід ван Світен — «Амадей» Пітера Шеффера,
- Міллер — «Підступність і кохання» Ф. Шиллера,
- Ведмідь, дід — «Коза»,
- Микола — «Наталка»,
- Колядник, козак Невмивака — «Ой радуйся, земле», вертеп,
- Читець — «Привітай же мене, моя Україно».